# Enyalioides cyanocephalus
Enyalioides cyanocephalus — вид ігуаноподібних ящірок родини шипохвостих ігуан (Hoplocercidae). Ендемік Перу. Описаний у 2024 році.

## Поширення і екологія
Enyalioides cyanocephalus мешкають у горах Кордильєра-де-Колан у регіоні Амазонас на півночі Перу. Вони живуть у вологих тропічних лісах.